# Alicia Arévalo González
Alicia Arévalo González (Madrid, 1965) es una arqueóloga, intelectual, investigadora y divulgadora del patrimonio histórico y de lugares arqueológicos, destacando sus trabajos sobre numismática griega y en Baelo Claudia en Cádiz.
Se licenció en Geografía e Historia por la Universidad Autónoma de Madrid y se doctoró en Arqueología también por la UAM en 1992. Desde 1998 es Profesora Titular de Arqueología en la Universidad de Cádiz (UCA). También ha sido profesora asociada de Arqueología en la Universidad Autónoma de Madrid (UAM). Es miembro de número de la Academia Andaluza de la Historia desde 2014, miembro de la Comisión Provincial de Patrimonio Histórico de Cádiz desde 2009, y Vocal de la Junta Directiva de la Sociedad Iberoamericana de Estudios Numismáticos, de la que  es miembro desde 1993.
Arévalo González ha escrito un centenar de publicaciones que incluye libros, capítulos de libros, artículos en libros y revistas y aportaciones en congresos. Ha dirigido un gran número de intervenciones arqueológicas principalmente en la provincia de Cádiz. Ha organizado congresos internacionales, estatales, andaluces y locales. Ha dirigido proyectos de investigación, entre los que destacan los acometidos en Baelo Claudia, en Cádiz. Ha codirigido los Cursos Internacionales de Arqueología Clásica en Baelo Claudia, en la ciudad Cádiz, tanto en el teatro romano como en la necrópolis, a través de un proyecto I+D+I titulado “Moneda para el más allá”. Ha participado en un proyecto en la ciudad de Pompeya (Italia).
Las publicaciones de Arévalo González sobre numismática hispana, relativas a libros, capítulos de libros, publicaciones en revistas y congresos, han sido recogidas periódicamente en la principal obra de referencia bibliográfica internacional de investigación numismática, A Survey of Numismatic Research, que cada cinco años elabora la International Numismatic Commission. Es mencionada en las ediciones de 1990-1995, 1996-2001 2002-2007 y 2008- 2013.
Fue miembro de la Junta Directiva de la Sociedad Ibero-Americana de Estudios Numismáticos. Es colaboradora científica del Departamento de Numismática y Medallística del Museo Arqueológico de Madrid (MAN). Para esta institución fue responsable, como experta en Sylloge Nummorum Graecorum, de la elaboración del proyecto Sylloge Nummorum Graecorum España. Museo Arqueológico Nacional. Hispania. Ciudades del área meridional: leyendas paleohispánicas. Además colaboró con el Année Philologique y la Sociedad Española de Estudios Clásicos para elaborar de la Bibliografía de los Estudios Clásicos en España.
Las líneas de investigación principales que abordó desde la UAM en los años 1990 fueron:
- Núcleo dirigido a integrar los talleres monetales hispánicos dentro del entorno económico y social en el que estaban inmersos, así como su relación con actividades económicas, como la agricultura y la minería; para llevarlo a cabo recibió una beca por parte de la Fundación Caja de Madrid.
- Núcleo orientado a estudiar la importancia del caballo en la cultura ibérica a través del análisis pormenorizado de las representaciones monetales; investigación englobada dentro de un proyecto más amplio "El caballo en la cultura ibérica: Estudio arqueológico, social e histórico", dirigido por Fernando Quesada, Profesor Titular de la Universidad Autónoma de Madrid, y subvencionado por la Dirección General de Investigación Científica y Técnica.

En los años 2010 destaca en las líneas de investigación de arqueología de la producción, arqueología funeraria y numismática antigua. Y está en el Grupo de Investigación HUM-440 "El círculo del Estrecho, estudio arqueológico y arqueométrico de las sociedades desde la Prehistoria a la Antigüedad tardía". Participa en la iniciativa de "La noche de l@s investigador@s, mujeres y hombres que hacen la ciencia para ti" que organiza la Fundación Descubre.

## Premios
Ha sido reconocida por su trayectoria profesional en el desarrollo de proyectos:
- Premio HUMAN 2008
- Premio HUMAN 2010
- Premio de Investigación de Temas Tarifeños 2011

## Libros
- Arévalo González, Alicia (1999). La ciudad de Obulco. Sigüenza (Guadalajara). Consultado el 18 de julio de 2020.

- Arévalo González, Alicia (1998). El depósito monetal de Torelló d'en Cintes. Barcelona: Asociación Numismática Española. p. 113. ISBN 84-930134-0-4. Consultado el 18 de julio de 2020.
- Arévalo González, Alicia (1993). Las monedas de Obulco. Madrid: Ediciones de la Universidad Autónoma de Madrid. ISBN 84-7477-422-5. Consultado el 18 de julio de 2020.

## Publicaciones
- Alvar Ezquerra, Antonio; Arévalo González, Alicia; Gago Saldana, María Val (1995), Bibliografía de los estudios clásicos en España. Madrid, Sociedad Española de Estudios Clásicos/Ediciones Clásicas. ISBN 9788478821853. Previamente había publicado la Bibliografía en 1987, 1988, 1990, 1992 y 1993.
- Arévalo, A. (2005), Sylloge Nummorum Graecorum España. Hispania. Ciudades del área meridional. Acuñaciones con escritura indígena. Museo Arqueológico Nacional, Madrid.
- Arévalo, A. y D. Bernal (2007, ed.), Las cetariae de Baelo Claudia. Avance de las investigaciones arqueológicas en el barrio meridional (2000-2004), Servicio de Publicaciones de la Universidad de Cádiz. Cádiz. ISBN 9788498281552
- D. Bernal y A. Arévalo (2011): El Theatrum Balbi de Gades, Cádiz, Servicio de Publicaciones de la Universidad de Cádiz, ISBN 978-84-9828-360-0
- A. Arévalo, D. Bernal y D. Cottica (2013): Ebusus y Pompeya. Ciudades Marítimas. Testimonios monetales de una relación, Cádiz, Servicio de Publicaciones de la Universidad  de Cádiz, ISBN 978-84-9828-447-8
- Arévalo González, Alicia (2016), Monedas para el más allá. Uso y significado de las monedas en la necrópolis tardopúnicas. Servicio de Publicaciones de la Universidad de Cádiz. Cádiz. ISBN 9788498285529